# Fortepian (film)
Fortepian – film fabularny z 1993 roku, do którego scenariusz napisała i wyreżyserowała pochodząca z Nowej Zelandii Jane Campion.

## Opis fabuły
Film opowiada historię niemej kobiety, pochodzącej ze Szkocji, która została wydana za mąż w Nowej Zelandii. Ada McGrath (Holly Hunter) przeprowadza się tam ze swoją córeczką (Anna Paquin). Ze sobą zabiera fortepian, który jest jej jedynym środkiem komunikacji z innymi ludźmi. Jej mąż (Sam Neill) nie interesuje się zdolnościami żony, wymagając od niej jedynie zaspokojenia jego potrzeb seksualnych. Ostatecznie fortepian trafia w ręce innego Europejczyka mieszkającego nieopodal (Harvey Keitel), znanego jednak z braku ogłady i wykształcenia. Ada, próbując wykupić swój instrument, zakochuje się w sąsiedzie, wobec którego wcześniej odczuwała niechęć. Cała fabuła filmu koncentruje się wokół tego trójkąta. Akcja umieszczona jest w połowie XIX wieku.
Filmowi towarzyszy muzyka fortepianowa napisana przez Michaela Nymana.

## Obsada
- Holly Hunter - Ada McGrath
- Harvey Keitel - George Baines
- Sam Neill - Alisdair Stewart
- Anna Paquin - Flora McGrath
- Kerry Walker - Aunt Morag
- Genevieve Lemon - Nessie
- Tungia Baker - Hira
- Ian Mune - Wielebny

## Nagrody
Film zdobył wiele ważnych nagród, m.in.:
- Złotą Palmę na 46. MFF w Cannes,
- 8 nominacji i 3 statuetki Oscara: dla Jane Campion (za scenariusz), dla Holly Hunter (za pierwszoplanową rolę żeńską) oraz dla Anny Paquin (za drugoplanową rolę żeńską); Campion nominowana była także za reżyserię, a film został również zgłoszony do nagrody za najlepszy obraz tego roku.

## Ścieżka dźwiękowa
The Piano. Original music from the film by Jane Campion composed by Michael Nyman - muzykę do filmu napisał brytyjski kompozytor Michael Nyman. Wydawnictwo ukazało się 19 października 1993 roku nakładem wytwórni muzycznej Virgin Records.
Nagrania zostały zarejestrowane w monachijskich Arco Studios, miksowanie i edycja cyforwa odbyła się w Kitsch Studio w Brukseli. Natomiast postprodukcja została wykona w Abbey Road Studios w Londynie.
30 grudnia 1996 roku płyta uzyskała w Polsce status złotej.
Lista utworów
| 1. "To The Edge Of The Earth" - 4:06 2. "Big My Secret" - 2:51 3. "A Wild And Distant Shore" - 5:50 4. "The Heart Asks Pleasure First" - 1:33 5. "Here To There" - 1:02 6. "The Promise" - 4:14 7. "A Bed Of Ferns" - 0:46 8. "The Fling" - 1:28 9. "The Scent Of Love" - 4:16 10. "Deep Into The Forest" - 2:58 |  | 1. "The Mood That Passes Through You" - 1:13 2. "Lost And Found" - 2:24 3. "The Embrace" - 2:36 4. "Little Impulse" - 2:11 5. "The Sacrifice" - 2:46 6. "I Clipped Your Wing" - 4:34 7. "The Wounded" - 2:26 8. "All Imperfect Things" - 4:03 9. "Dreams Of A Journey" - 5:30 |